# امثال سلیمان

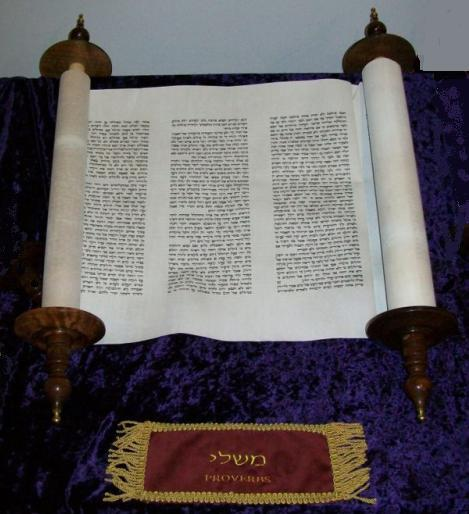
کتاب امثال سلیمان

امثال سلیمان (درعبری:משלי به معنی «کنایه‌ها») یکی از بخش‌های کتوبیم تنخ و از نوشته‌های پیامبران در عهد عتیق کتاب مقدس است. این کتاب به سلیمان پسر داوود نسبت داده شده‌است. در عهد عتیق بیش از سه‌هزار مثل و هزار سرود را از سلیمان دانسته‌اند. با این حال بخش‌هایی از امثال سلیمان به مردان دانشمند نسبت داده شده‌است. باب سی‌ام به آکور پسر یافه و باب سی و یکم به لموئیل پادشاه نسبت داده شده است. نقش مردان حزقیا نشان می‌دهد که قسمت مهم امثال از ۷۱۵ تا ۶۸۶ قبل از میلاد، نوشته و تألیف شده‌است.